# Pujiang-Grotten
Koordinaten: 30° 9′ 49,7″ N, 103° 26′ 11,8″ O

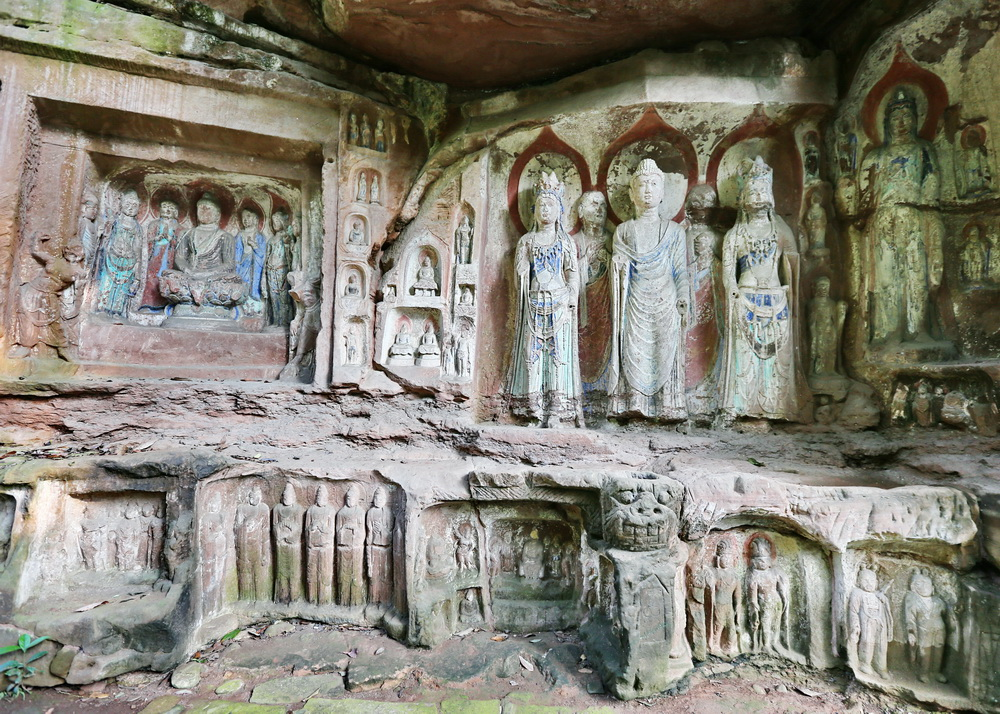
Feixiange

Die Pujiang-Grotten (chinesisch 蒲江石窟, Pinyin Pújiāng shíkū) oder Feixiange sind in den Fels gemeißelte Skulpturen und befinden sich im Kreis Pujiang. Sie stammen aus der Zeit der Südlichen und Nördlichen Dynastien bis Qing-Dynastie. Die Skulpturen stehen seit 2006 auf der Liste der Denkmäler der Volksrepublik China (6-853).
Die Grotten befinden sich in der Nähe des Chaoyang-Sees und des Changtan-Sees.